# Csíkszék egykori székháza
Csíkszék egykori székháza Csíksomlyón, a ferences kolostorral szemben lévő egyemeletes különálló épület. A  Szék út 146. szám alatt található középület Praetorium néven is ismeretes. A romániai műemlékek jegyzékében a HR-II-m-B-12743 sorszámon szerepel.

## Leírása
A ferences kolostor közelében lévő csíksomlyói székház a kolostor mintájára épült, a belső udvar felőli homlokzatán a kolostorok kerengőjéhez hasonló folyosóval. Az egyemeletes rezidenciát kezdetben L alakúra építették, később U alakúra bővítették ki. Főhomlokzatán öttengelyes enyhén előugró díszítés látható, az épület középső részén az egykori főbejárattal.  A csatlakozó szárnyak hét-hét tengelyesek, az utca felőli déli szárnyak pedig tíz tengelyesre készültek.
A többfunkciós épületet többször is átalakították, úgy a külsejét mint a belsejét javították, ezért a homlokzaton nagyon kevés díszítés maradt meg. Az ablaknyílásokat és a könyöklő alatti mellvédmezőt egyszerű szalagkeret övezi. Az emeleti ablakok feletti szalagkeretet félkörívesre alakították át, a középső ablakok félkörívében sugaras díszítést is alkalmaztak. Az emeletek között övpárkány látható, amely a vízszintes tagolásra szolgál. Az épület sarkain vakolatból kialakított díszítést alkalmaztak. A homlokzatán lévő stílusjegyek különbözőek, ez az északi szárny későbbi toldását is igazolja.
Történelmi és építészeti műemlékként nyilvántartott épület.

## Története
A hajdani Csík-, Gyergyó- és Kászonszékek rezidenciája  1828–1841 között épült.
A 18. század végéig Csíkszéknek nem volt állandó közigazgatási központja, így a székelyek  közgyűléseit  a főkirálybírók lakhelyén tartották. Az állandó székhely létrehozását szabályozó törvények értelmében, 1810. május 21-én  Csíksomlyón a ferences kolostorral szemben lévő területen kijelölték az új  székház  helyét. Az épület alapkövét 1828-ban rakták le. Építési biztosként Henter Jánost nevezték ki, akit 1835-ben Lázár Antal nótárius váltott fel. A székház felépítéséig a gyűléseket a Csíksomlyói Római Katolikus Gimnázium szemináriumának nagytermében tartották. Csíkszék közigazgatási, katonai és igazságszolgáltatási központja 1841-ben készült el Balási József  főkirálybírósága alatt.

### Rendeltetése a múltban
1841–1878 között  az eredeti rendeltetésének megfelelően Csík-, Gyergyó- és  Kászonszékek székháza működött az épületben.
A székely székek felszámolása és a vármegyerendszer kialakulása után a székházat Csíkszeredába költöztették. Kezdetben csak a közigazgatástól elválasztott törvénykezést, majd 1878-ban a közigazgatás székhelyét is Csíkszeredába helyezték át. 1888-ban a megüresedett székház épületét megvásárolták a Csíksomlyói Római Katolikus Gimnázium részére, ahol a gimnázium bentlakása és a Csíksomlyói Római Katolikus Tanítóképző kapott helyet. 1911-ben a gimnázium Csíkszeredába való költöztetése után, a középületet  a tanítóképző-intézet vette át.
Az 1920-as államosítás után a tanítóképző Csíkszeredába költözött, 1922-ben az Egyházmegyei Hatóság a képzőt és annak bentlakását  a gimnázium északi szárnyába helyezte el. 1922-től  a Stabilimentnek nevezett szövőüzem működött az épületben, később magánlakásokat alakítottak ki benne.  1930-ban az egykori székház épületében kapott helyet a Csíki Székely Múzeum, ugyanakkor  falusi bálokat és Ezer Székely Leány találkozót is tartottak az  épületben.
1937-ben a Báró Jósika Alap tulajdonába került és az Erdélyi Katolikus Nőszövetség „Salvator” Egészségháza, a Szülőotthon működött a többfunkciós épületben. Ugyanakkor helyet kapott a KALÁKA Leánynépfőiskola és továbbra is ott őrizték a Csíki Székely Múzeum gyűjteményét.
Miután a tanítóképző kiszorult a fejlődésnek induló gimnázium épületéből, Sándor Imre püspöki helytartó közbenjárására a “Salvator” Egészségház a Csíki Magánjavak tulajdonát képező régi törvényszék épületébe költözött. Így a tanítóképző-intézet székhelyét a megüresedett csíksomlyói székházba helyezték át.
1940-ben a magyar állam átvette a tanítóképzőt, ezt követően felújítási munkálatokat hajtottak végre az épületben Bakó Gábor műszaki tanácsos és Antal István mérnök irányításával. Az építkezési munkálatokat Szabó Dezső csíkszeredai vállalkozó végezte, amelynek során több helyiséget átalakítottak  és megnagyobbították a termeket. Az alagsort rendbe tették, az emeleti folyosót beüvegezték, felújították a vízvezetéket, a csatornázást és a villanyhálózatot.  Ezt követően az épület kibővítésére került sor.
Az 1942–1943-as tanévben már az egykori csíksomlyói székház épületében működött a tanintézet, és a   KALÁKA Leánynépfőiskolát más épületbe költöztették.
1942–1949 között a felújított és kibővített csíksomlyói épületben működött a Csíksomlyói Római Katolikus Tanítóképző-intézet. 1949-ben az egészségügy tulajdonába került a középület és a  fertőzőkórház kapott helyet benne.

### Rendeltetése napjainkban
A gyulafehérvári római katolikus érsekség tulajdonát képező épületben jelenleg a Megyei Kórház fertőző osztálya működik.